# De Grafheuvel
De Grafheuvel is een sprookje dat werd verzameld door de gebroeders Grimm voor Kinder- und Hausmärchen, het kreeg nummer KHM195.

## Het verhaal
Een rijke boer beseft op een dag dat hij egoïstisch als een vrek heeft geleefd. Als zijn buurman vraagt om voedsel voor zijn kinderen, besluit hij dit niet uit te lenen. De buurman krijgt het dubbele mee, en hoeft dit niet terug te betalen. De buurman moet wel beloven drie nachten te waken bij het graf, als de boer gestorven is.
Drie dagen later sterft de boer, de buurman beseft dat hij zijn belofte moet nakomen. De eerste twee nachten gebeurt er niks bijzonders bij de grafheuvel, alleen maanlicht en uilen ziet hij. De derde nacht voelt de buurman zich helemaal niet op zijn gemak als hij opnieuw naar de grafheuvel gaat.
Er staat een zonderlinge man, die vertelt een soldaat te zijn en net als de jongen die eropuit trok om te leren griezelen. Hij is echter, anders dan die jongen, altijd arm gebleven. De soldaat wil wel bij de grafheuvel waken, want hij is nergens bang voor, en samen zien ze de duivel verschijnen.
De duivel wil de ziel van de gestorven boer, maar de soldaat weigert weg te gaan. Dan belooft de duivel goud en de soldaat hapt toe, de duivel moet zoveel goud halen om zijn schoen helemaal te vullen.
Als de duivel weg is, snijdt de soldaat zijn zool van de schoen en als de duivel deze wil vullen houdt hij hem iets omhoog.
De duivel maakt drie tochten om goud te zoeken, maar de schoen wordt door de list van de soldaat steeds niet geheel gevuld. De zon komt op en de duivel moet vertrekken.
De ziel van de boer is gered en het goud is achtergebleven, de soldaat weigert de helft van de schat als beloning. Zijn deel van de schat moet aan de armen gegeven worden en de soldaat blijft bij de man wonen, ze leven in rust en vrede.

## Achtergronden bij het sprookje
- Het verhaal komt uit Hessen.
- Zie ook Sprookje van iemand die erop uittrok om te leren griezelen.
- De duivel wordt ook heer met de rode veer, schoorsteenveger en Zwartjan genoemd.
- Het verhaal is ook verschenen in het Zeitschift des Vereins für hessische Geschichte (1847).
- Vergelijk De avonturen van een soldaat en Jan de ijzersterke.
- Ook in De geschiedenis van de twee dieven Ghata en Karpara speelt het waken bij een dode een belangrijke rol.
- Vergelijk De reiskameraad.
- In het Groningse "Het bang worden leren" is Jan nog nooit bang geweest als hij in een kasteel overnacht waar het spookt. Hij gaat pannenkoeken bakken en er verschijnt een geraamte, dat drie potten geld heeft verstopt in de kelder. De overledene is tijdens zijn leven erg gierig geweest en moet nu spoken totdat er iemand zonder vrees in zijn huis blijft slapen. Hij wordt verlost door het verblijf van Jan. Eén pot met geld is voor de familie, een andere is voor de armen en Jan bakt pannenkoeken voor ze. Jan gaat rijk naar huis, maar is nog steeds niet bang geweest[1]